# Gelis atratus
Gelis atratus är en stekelart som först beskrevs av De Stefani 1884.  Gelis atratus ingår i släktet Gelis och familjen brokparasitsteklar. Inga underarter finns listade i Catalogue of Life.